# Anders Niklas Lundh
Anders Niklas Lundh, född 7 mars 1806 i Harlösa församling, Malmöhus län, död 9 december 1889 i Sankt Nikolai församling, Stockholm, var en svensk riksdagsledamot och bokbindare.

## Biografi
Anders Niklas Lundh föddes 1806. Han arbetade som bokbindare och var riksdagsledamot för borgarståndet i Stockholm  vid riksdagen 1850–1851, riksdagen 1853–1854 och riksdagen 1856–1858. Han avled 1889 i Stockholm.